# 女子ソフトボールアジアカップ
女子ソフトボールアジアカップ（Women's Softball Asia Cup、通称: アジアカップ）（旧称: アジア女子ソフトボール選手権（Asian Women's Softball Championship、通称: アジア選手権））は、ソフトボール・アジアが主催する女子ソフトボールの国際大会。

## 歴史
1967年に第1回アジア女子ソフトボール選手権がフィリピンのマニラで開催された。
2019年大会（インドネシア・ジャカルタ）から女子ソフトボールアジアカップに改称された。なお、ソフトボール・アジアでは2019年大会を「第11回」と表記しており、「第12回」とする日本ソフトボール協会とは大会回数の数え方が異なっている。

## 結果
| 開催年 | 開催地     |            | 決勝                 | 決勝                 |            | 準決勝 | 準決勝 |
| 開催年 | 開催地     | 優勝       | 準優勝               | 3位                  | 4位        |        |        |
| 1967   | マニラ     | 日本       | フィリピン           | 中華民国             | 香港       |        |        |
| 1969   | 台北       | 日本       | フィリピン           | 中華民国             | 香港       |        |        |
| 1972   | マニラ     | フィリピン | 日本                 | 中華民国             | 不明       |        |        |
| 1987   | 高知       | 中国       | 日本                 | チャイニーズタイペイ | フィリピン |        |        |
| 1991   | ジャカルタ | 中国       | チャイニーズタイペイ | 日本                 | フィリピン |        |        |
| 1995   | マニラ     | 中国       | 日本                 | チャイニーズタイペイ | フィリピン |        |        |
| 2004   | マニラ     | 日本       | チャイニーズタイペイ | 中国                 | 北朝鮮     |        |        |
| 2007   | ジャカルタ | 日本       | チャイニーズタイペイ | 中国                 | フィリピン |        |        |
| 2011   | 南投       | 日本       | チャイニーズタイペイ | 中国                 | フィリピン |        |        |
| 2017   | 台中       | 日本       | フィリピン           | チャイニーズタイペイ | 中国       |        |        |
| 2019   | ジャカルタ | 日本       | 中国                 | チャイニーズタイペイ | フィリピン |        |        |